# Steppe de l'Alaï et de l'Ouest du Tian Shan
Localisation
La steppe de l'Alaï et de l'Ouest du Tian Shan est une écorégion terrestre du paléartique constituée de prairies, savanes et brousses tempérées localisées en Asie centrale entre le Kazakhstan, l'Ouzbékistan, le Tadjikistan et le Turkménistan.

## Milieu naturel
Cette écorégion comprend une zone de plaines situées sur les contreforts occidentaux des montagnes du Tian Shan et de l'Alaï, mais inclut également les espaces plans proches d'autres ensembles montagneux (Kara-Taou et Noura-Taou) et la vallée de Ferghana (dans sa partie non irriguée de faible superficie). Elle s'étend sur une superficie totale de 127 500 km², d'après le World Wide Fund for Nature. Le milieu est affecté par un climat continental aux précipitations annuelles faibles à modérées, de 300 à 600 mm réparties irrégulièrement avec un maximum d'été (le mois d'août étant le plus arrosé). L'amplitude thermique est forte avec une moyenne de -2 à 12 °C l'hiver (en janvier) et de 22 à 28 °C l'été (en juillet). Les précipitations et les températures varient fortement en fonction de l'altitude et, éventuellement, de l'exposition du lieu.
Les conditions climatiques de cette écorégion lui permettent de recéler une flore très riche (plus de 2 000 espèces dont un grand nombre d'endémiques) et une faune diversifiée d'oiseaux, de reptiles, d'amphibiens et de mammifères dont certains rares et endémiques. Le développement de l'activité agricole et une pression humaine accrue mettent en péril la biodiversité et l'intégrité biologique de cette zone.

## Végétation et flore
La flore de cette écorégion s'avère extrêmement variée. Dans le Kara-Taou, on trouve plus de 1 700 espèces dont 153 sont endémiques du lieu ; dans le Noura-Taou, 1 200 espèces dont 377 qui n'existent pas dans le lieu précédemment cité, pourtant voisin. Les zones basses de piedmont sont occupées par des plantes herbacées courtes (en raison de la faiblesse des précipitations annuelles inférieures à 400 mm) et/ou éphémères comme le paturin bulbeux (Poa bulbosa), caractéristique des prairies sèches, le semen contra (Artemisia cina). Lorsqu'on s'élève en altitude, ce sont de hautes herbes comme l' Elytrigia trichophora ou l'Hordeum bulbosum qui commencent à dominer la communauté des plantes.